# Jelcz
Jelcz ist ein polnischer Nutzfahrzeughersteller.
Das Unternehmen wurde 1952 als staatlicher Betrieb zur Produktion von Fahrgestellen gegründet und zu Anfang in den Hallen eines ehemaligen Rüstungsbetriebes in Jelcz-Laskowice angesiedelt. 1954 begann man mit der Produktion des ersten eigenen Omnibusses Stonka (dt. Kartoffelkäfer). Mit einer Lizenz wurde ab 1959 erstmals eine Großserien an Reisebussen des Typs Jelcz 043 hergestellt, der Bus basierte auf dem Škoda 706 RTO von LIAZ und Karosa. Zunächst wurden beinahe alle Teile (bspw. Karosserie und Fahrgestell von Karosa) aus der Tschechoslowakei angeliefert, zum Ende hin wurde nur noch der von LIAZ gebaute Škoda-Dieselmotor importiert, nachdem Jelcz eine eigene Produktion aufgebaut hat.
1960 startete schließlich mit dem Żubr (dt. Wisent) die Serienfertigung des ersten schweren Lastkraftwagens aus Polen als Ergänzung zu den Modellen des polnischen Herstellers Star. 1963 folgte auf Grundlage des Škoda-Busses der Nahverkehrsbus Jelcz 272 MEX (Škoda 706 RTO MEX), welcher bis 1977 produziert wurde. 1986 endete die Lizenzproduktion des Reisebusses 043, die Tschechoslowakei beendete die Produktion dieser Baureihe bereits 1972 nach Produktionsbeginn der Karosa Reihe Š und Erledigung aller Exportaufträge. 
Lkw von Jelcz waren auch in der DDR verbreitet, der Import begann 1969, 1977 wurde der 2500. Lkw importiert.
1995 wurde das Unternehmen privatisiert und als Aktiengesellschaft an die Warschauer Wertpapierbörse gebracht.
2008 wurde das Unternehmen teilweise liquidiert und ab 2012 von der Börse genommen. Es stellte die Produktion von Omnibussen und Lastkraftwagen ein und konzentriert sich seit dem auf die Entwicklung und Herstellung von Spezialfahrzeugen für den militärischen Einsatz. Die Motoren werden mittlerweile von Cummins, Iveco, MAN und Mercedes-Benz geliefert. Für die Ausstattung der Fahrzeuge mit Aufbauten und Aufliegern sind hingegen größtenteils die polnischen Hersteller Feber, Wielton und Zasław verantwortlich.

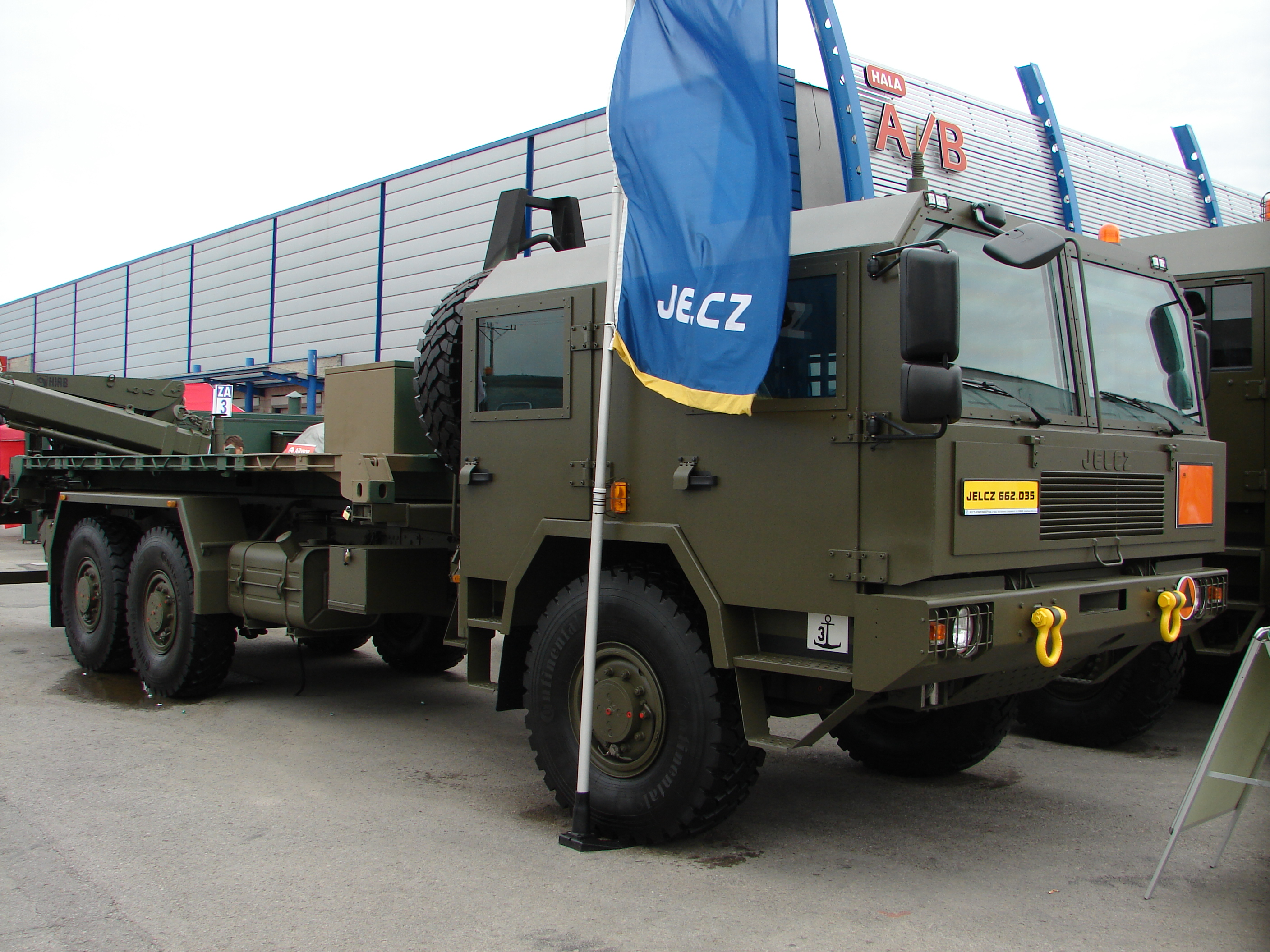
Plattformwagen Jelcz P662D35 für das polnische Militär
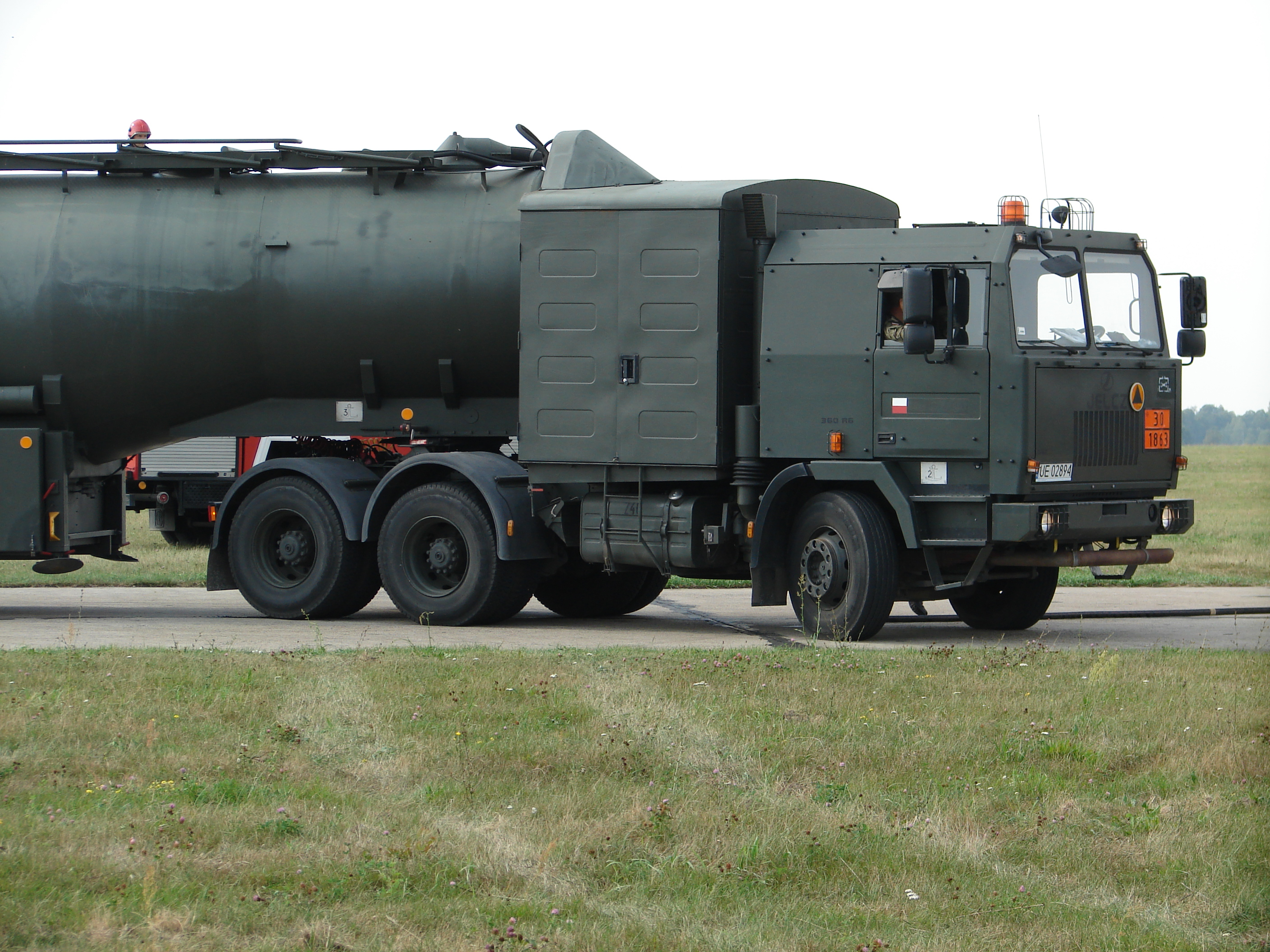
Sattelschlepper Jelcz C642D für das polnische Militär
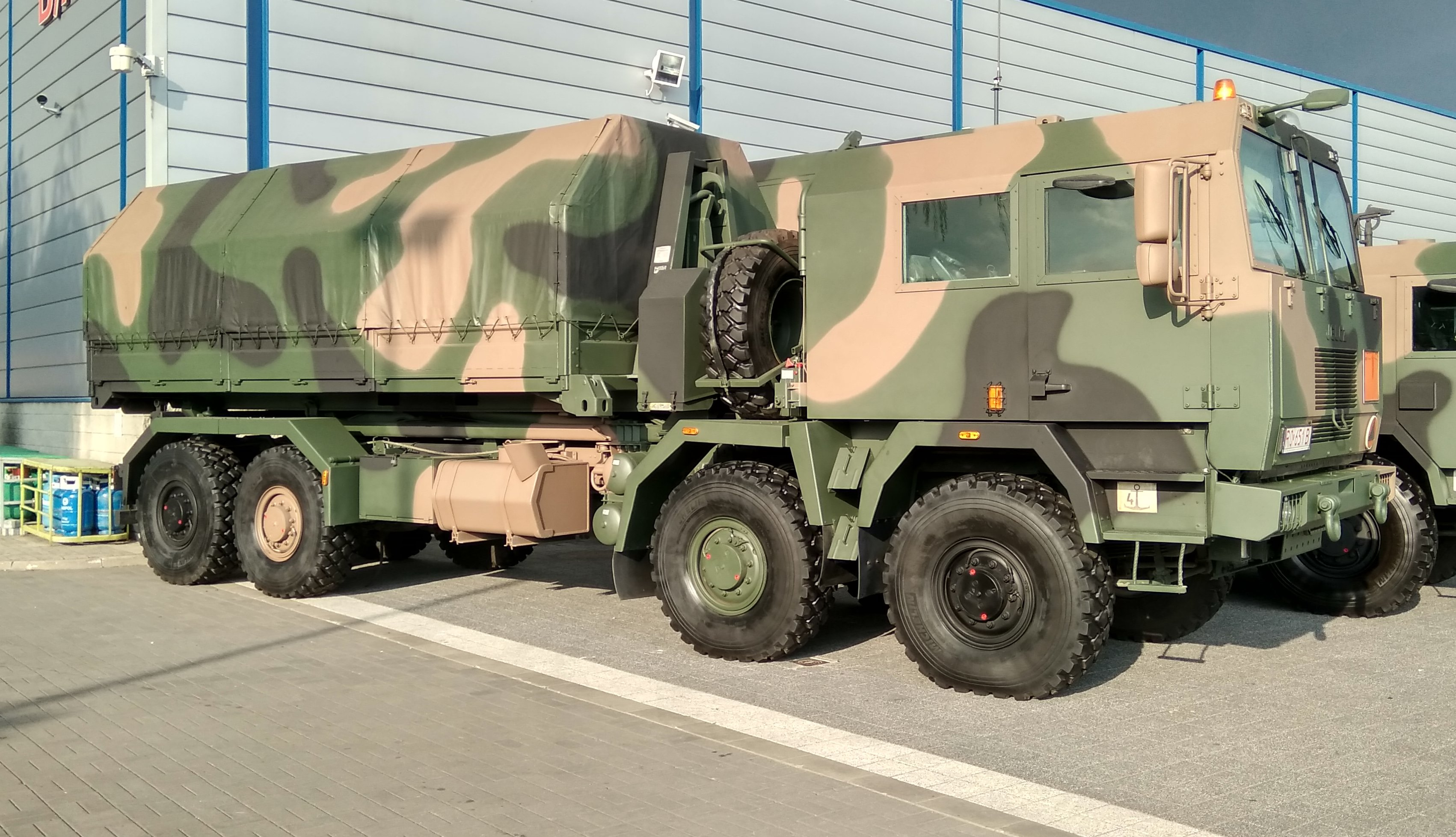
Einsatzfahrzeug Jelcz P882D mit festem Aufbau
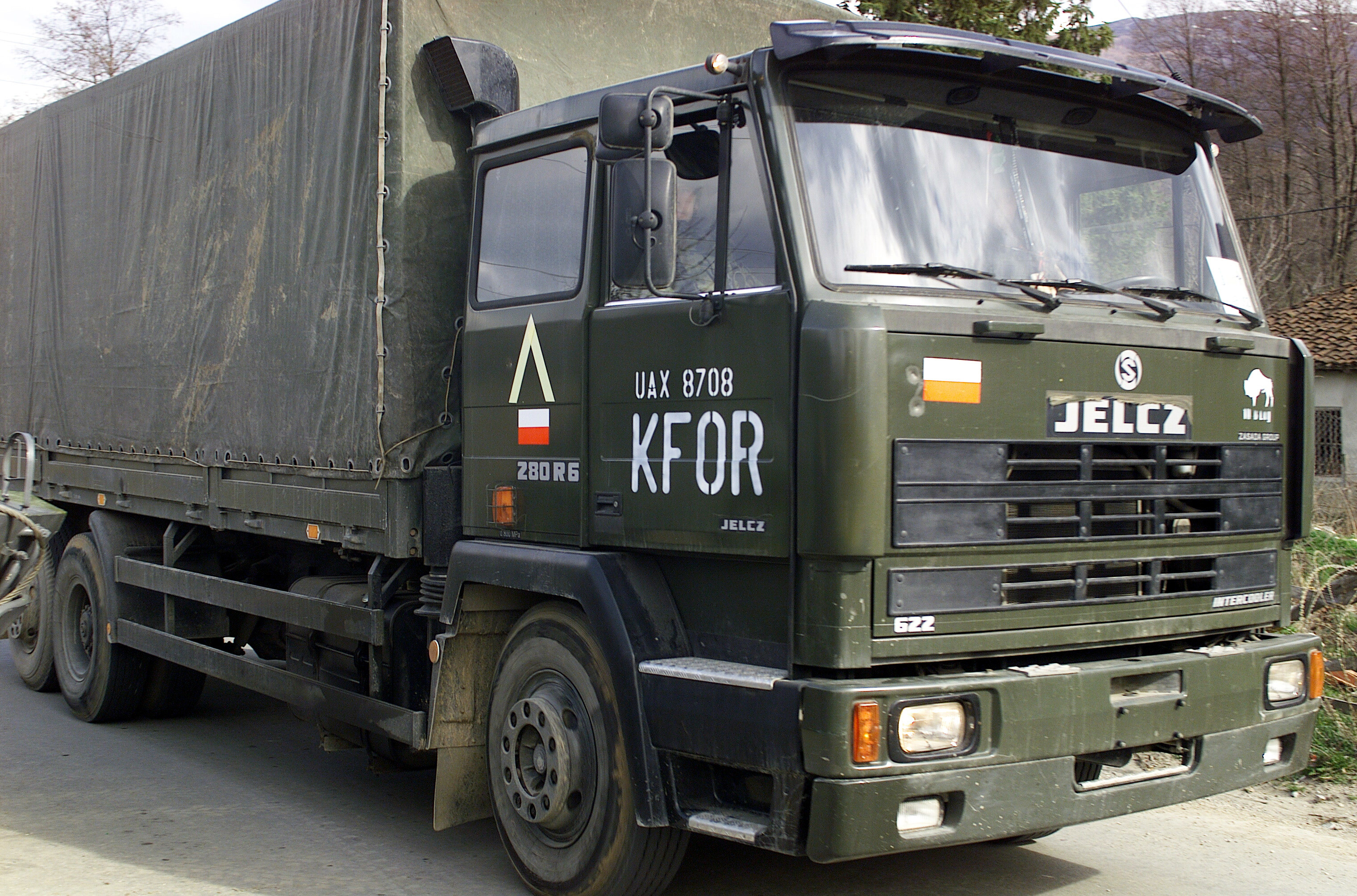
Lastkraftwagen Jelcz 280R6 im Einsatz für die KFOR
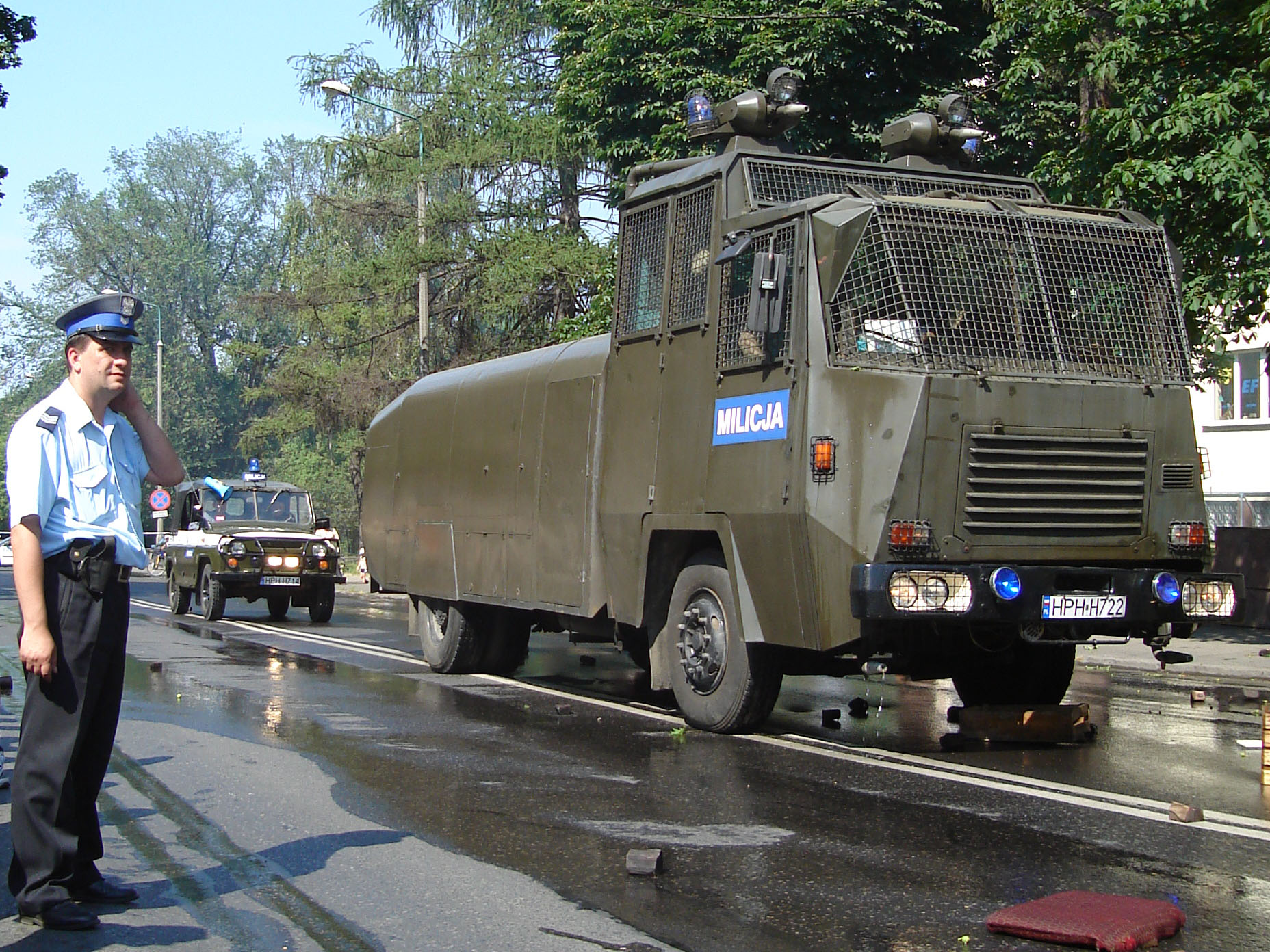
Wasserwerfer der Baureihe Jelcz 420 Hydromil
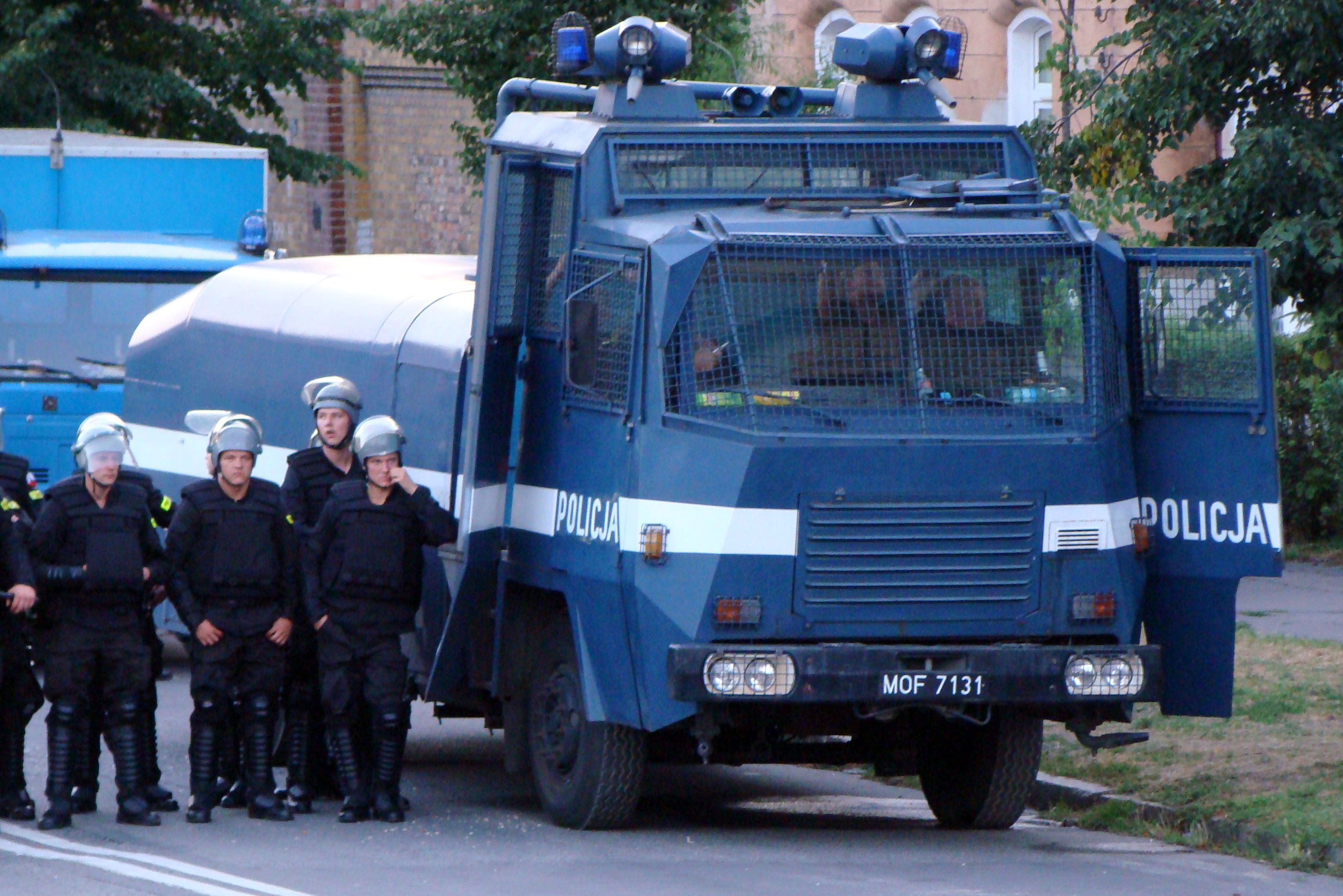
Wasserwerfer Jelcz P420 Hydromil 2
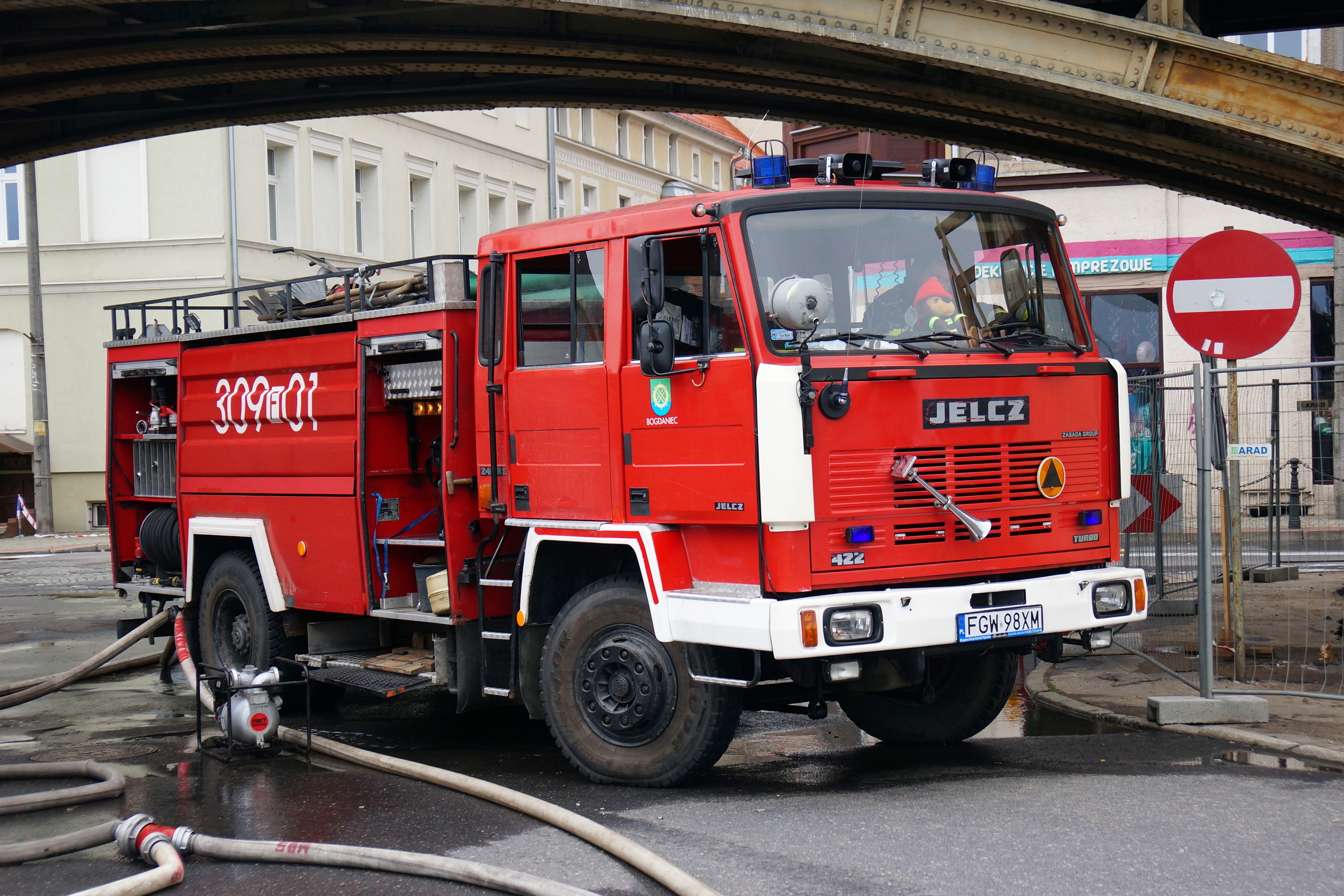
Feuerwehrwagen Jelcz 422
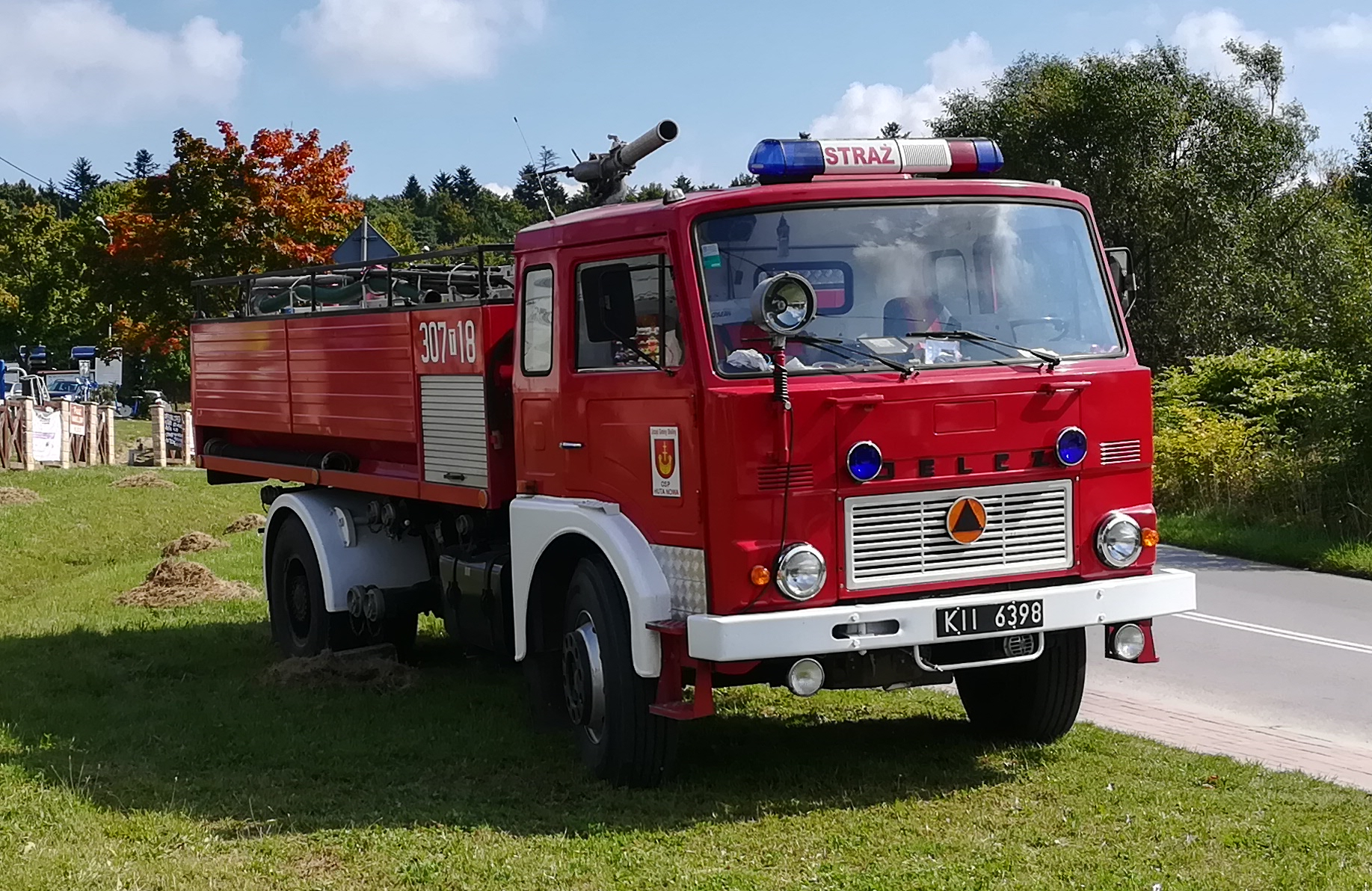
Feuerwehrwagen Jelcz 315
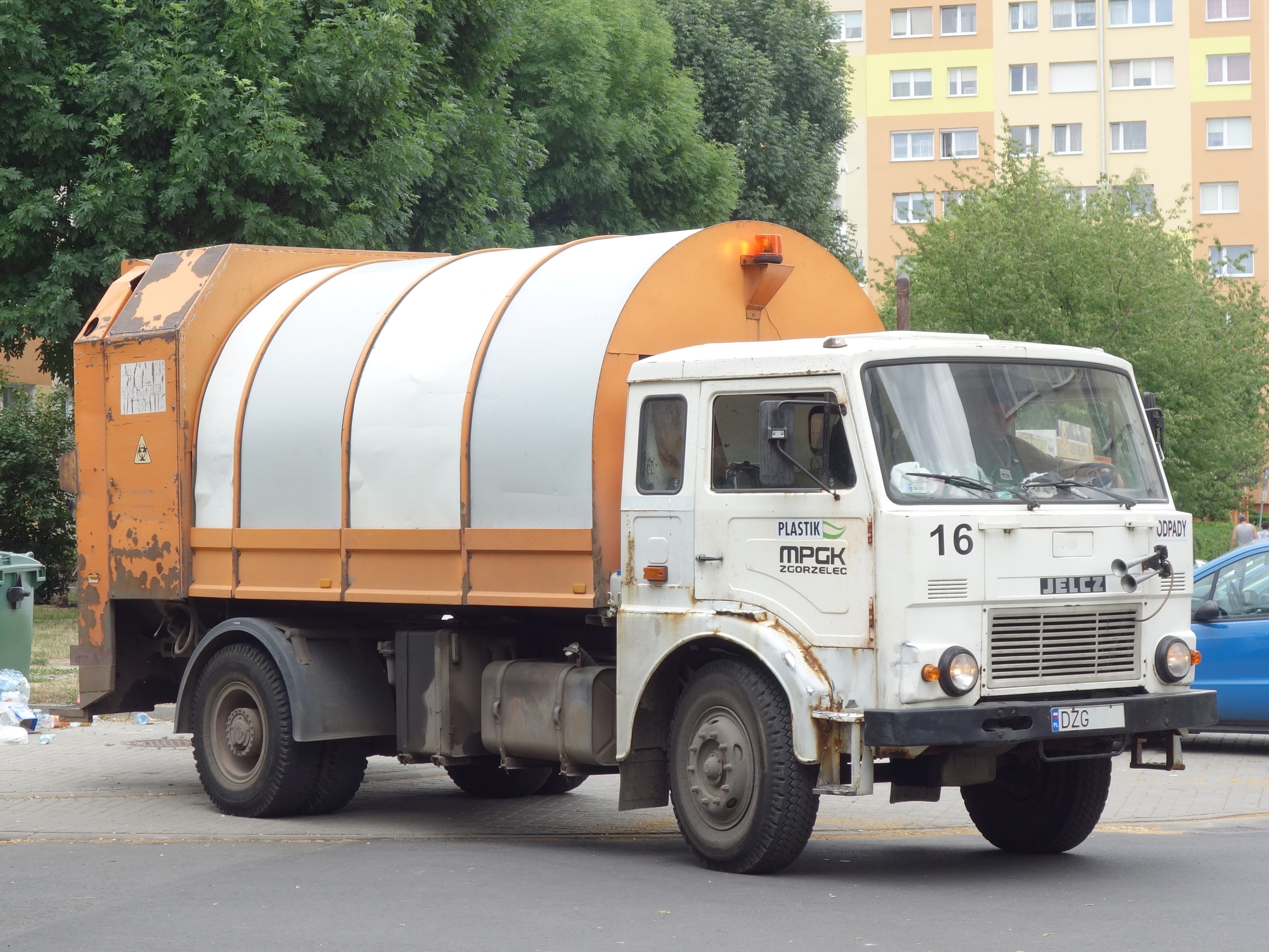
Müllwagen Jelcz 325
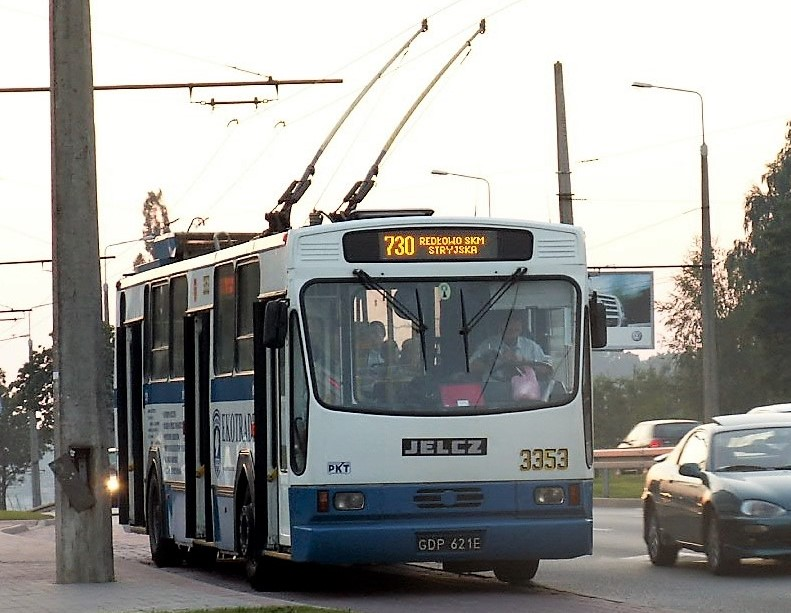
Oberleitungsbus Jelcz PR110E
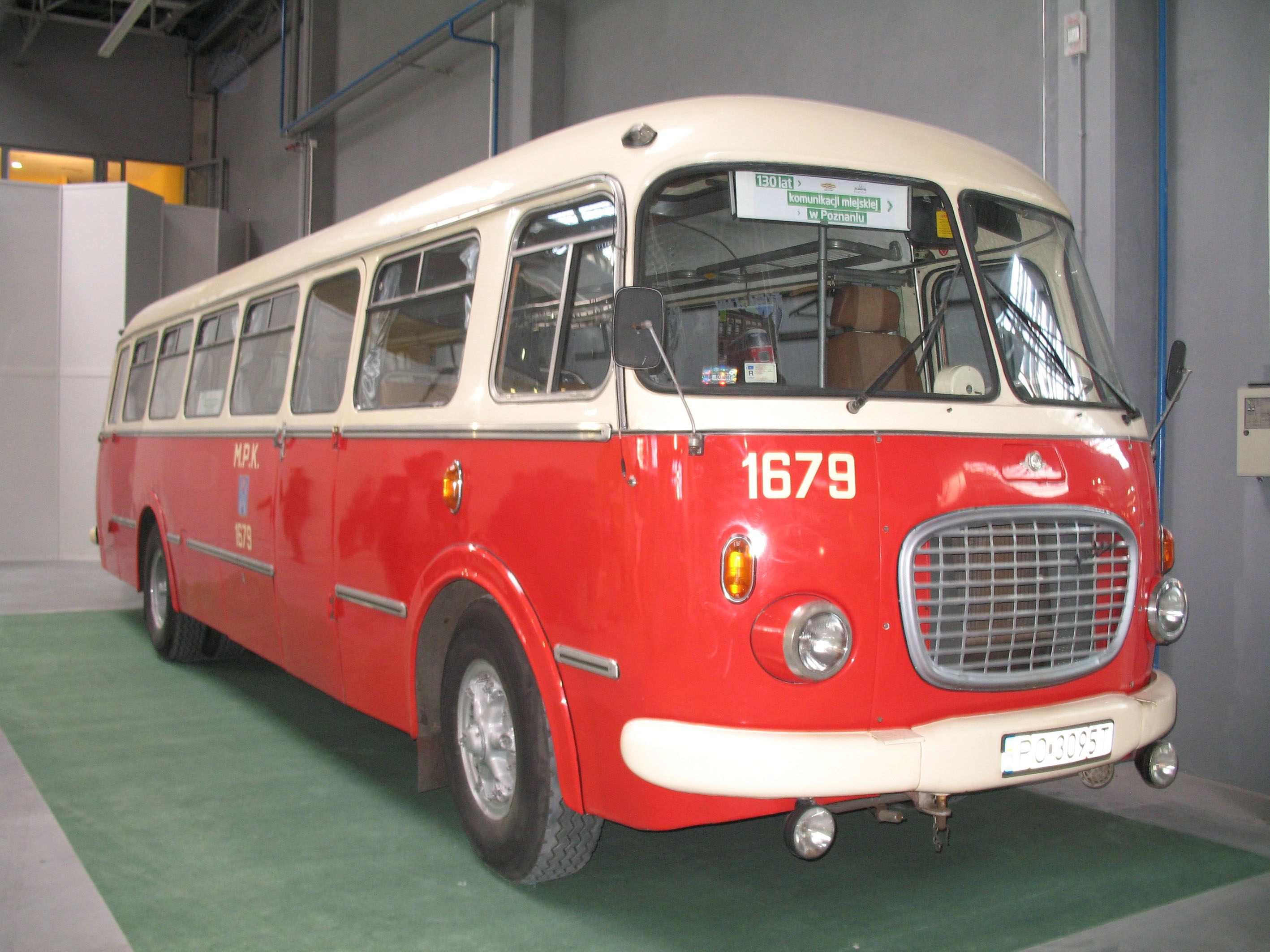
Reisebus Jelcz 043
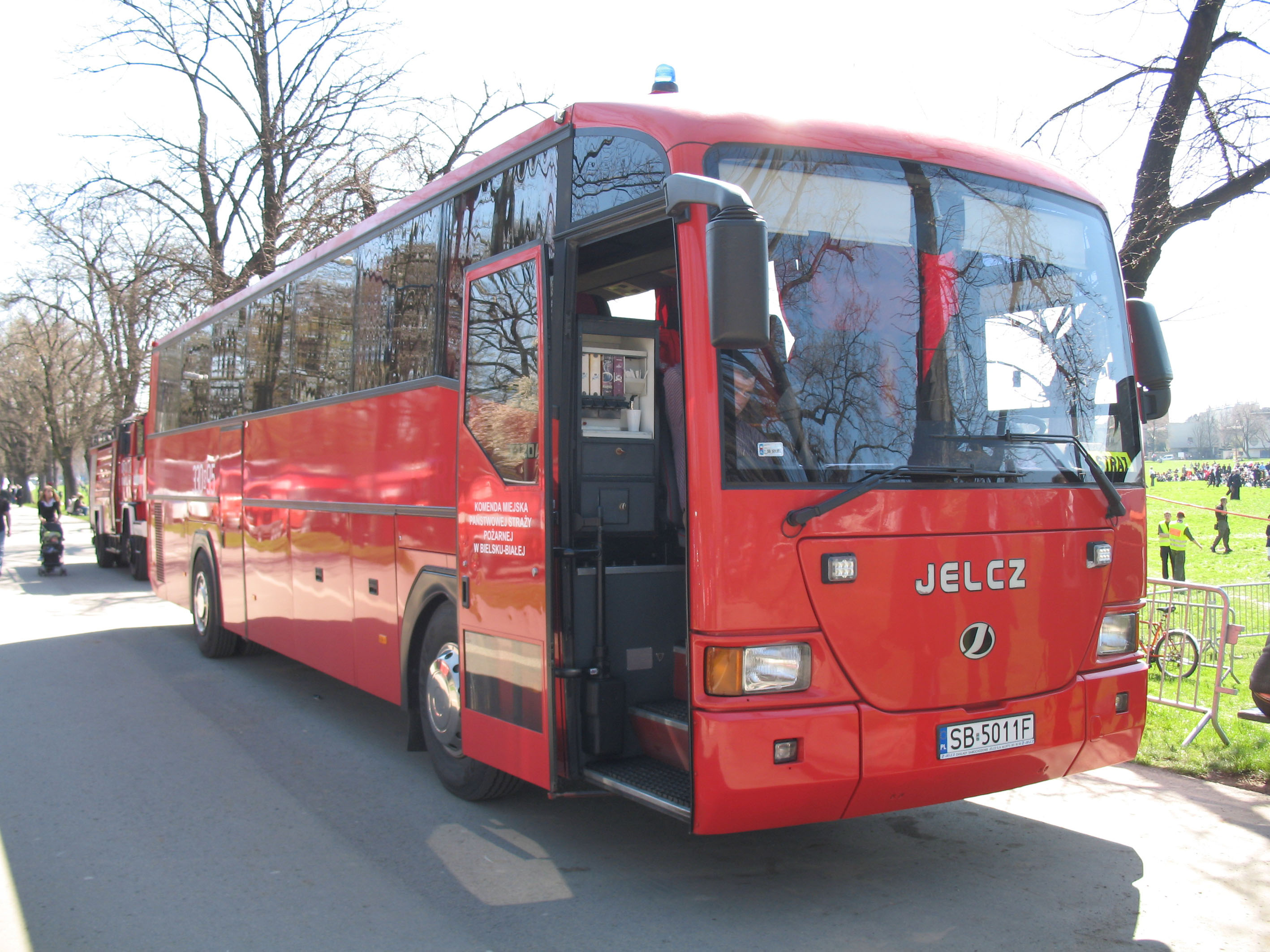
Reisebus Jelcz T1202
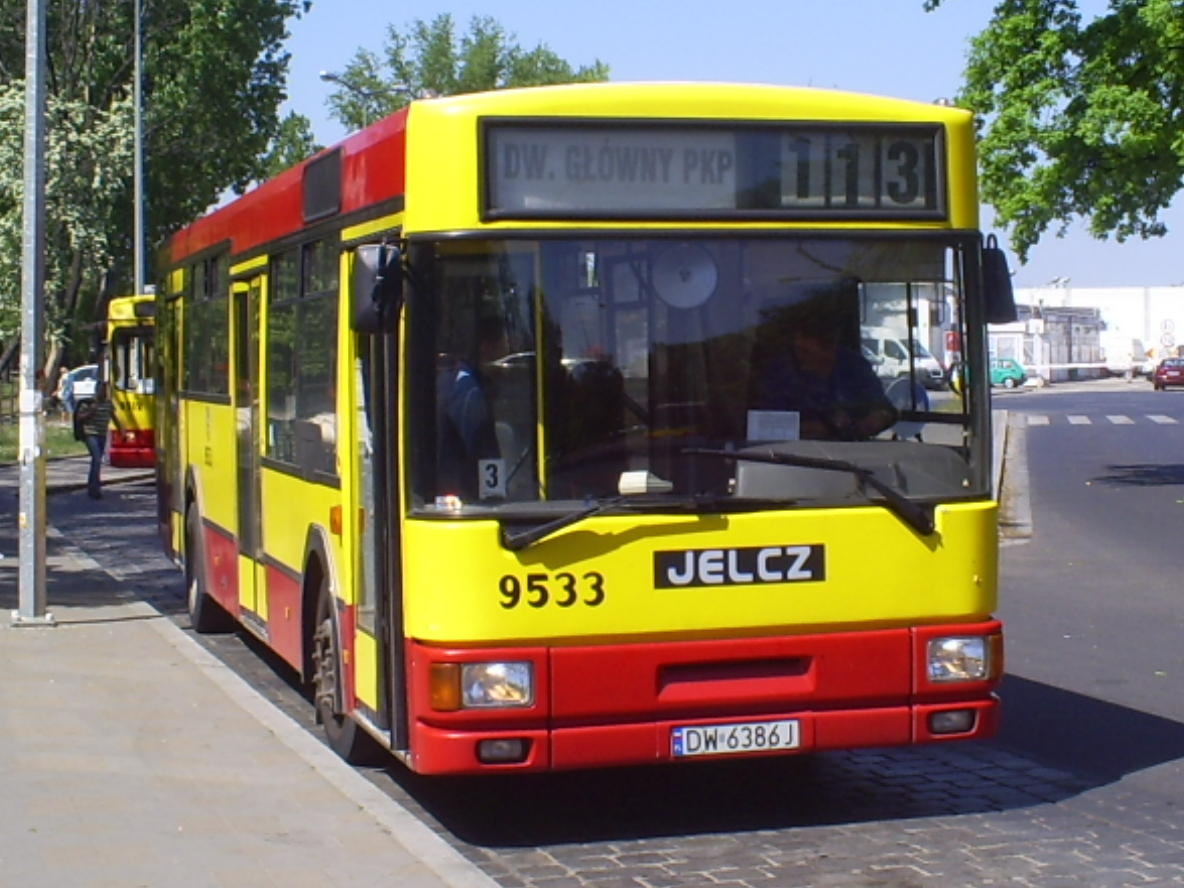
Linienbus Jelcz M121M
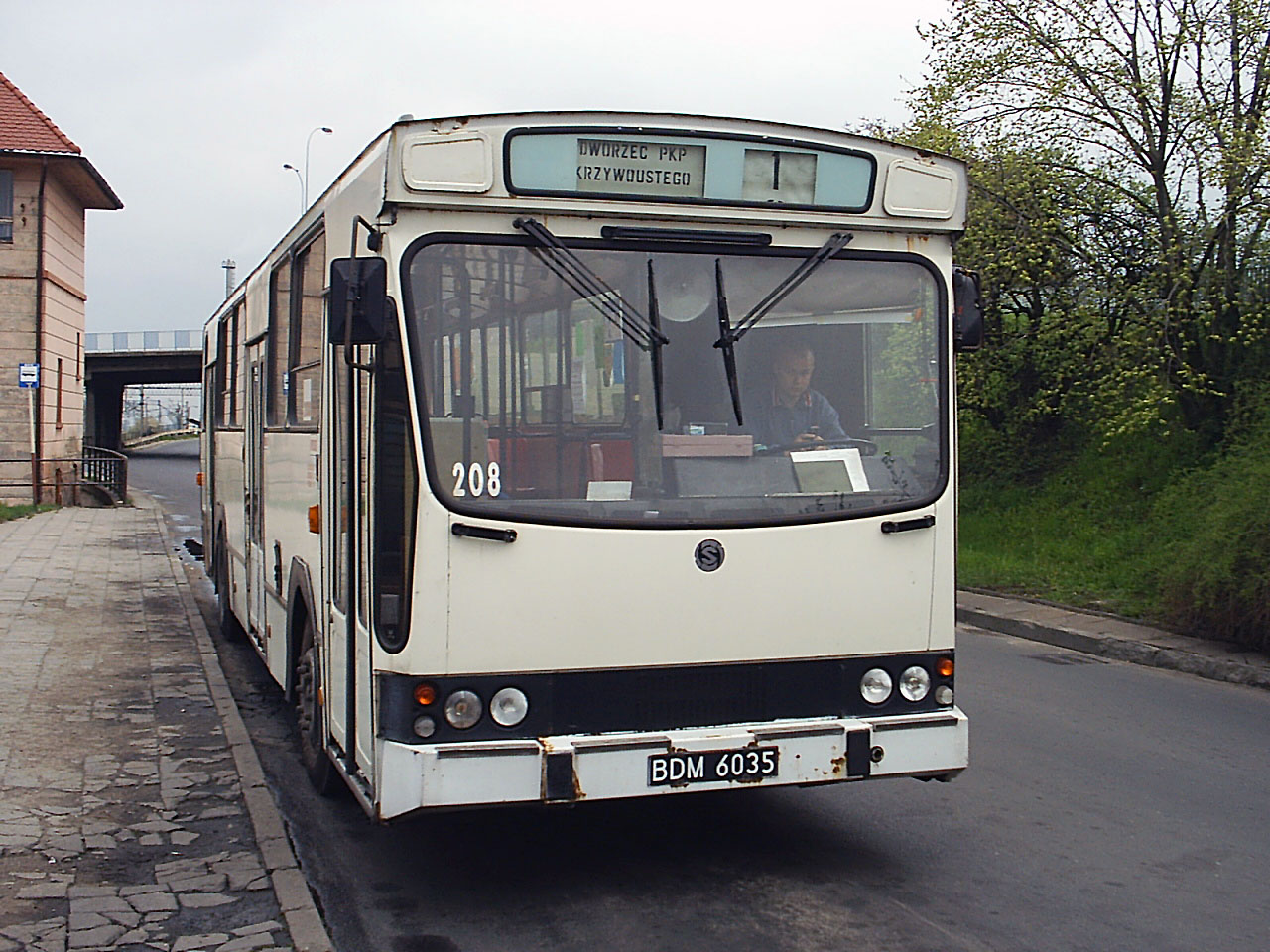
Linienbus Jelcz PR110M auf Basis eines Berliet
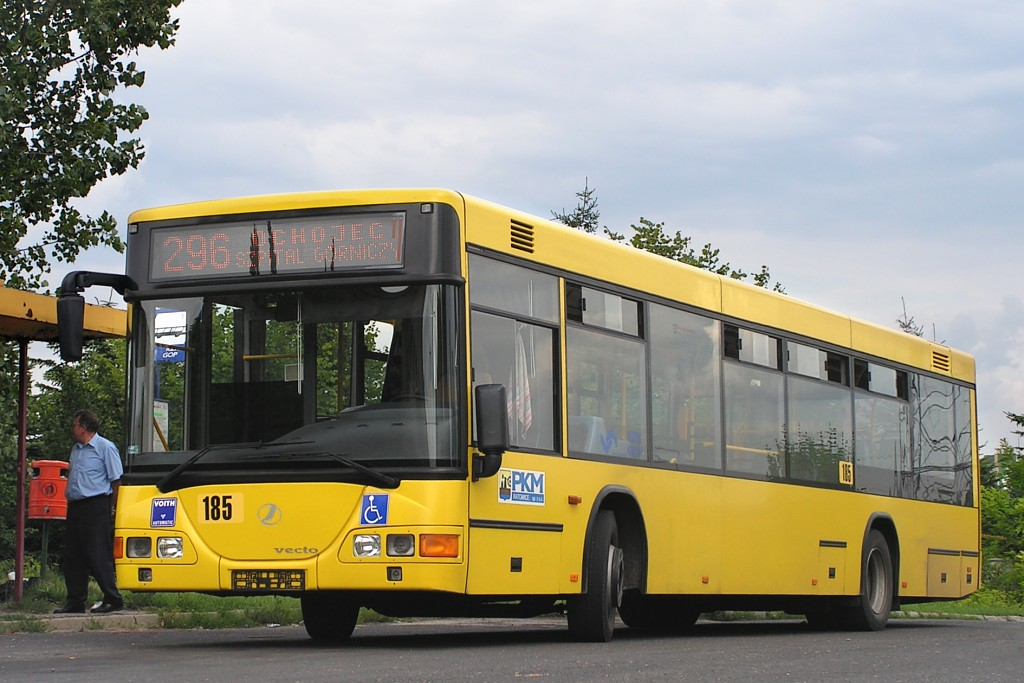
Linienbus Jelcz M125M Vecto
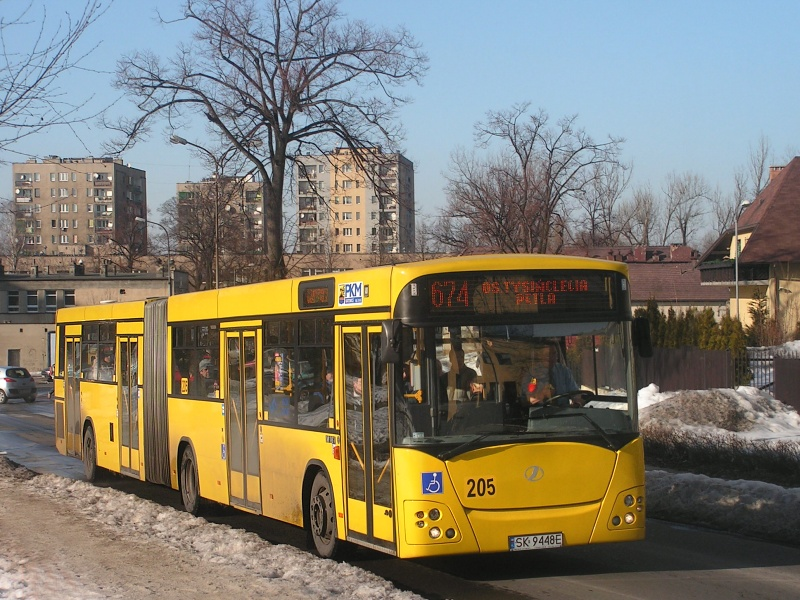
Gelenkbus Jelcz M181MB/3